# Erythrura kleinschmidti
Erythrura kleinschmidti là một loài chim trong họ Estrildidae.

## Hình ảnh

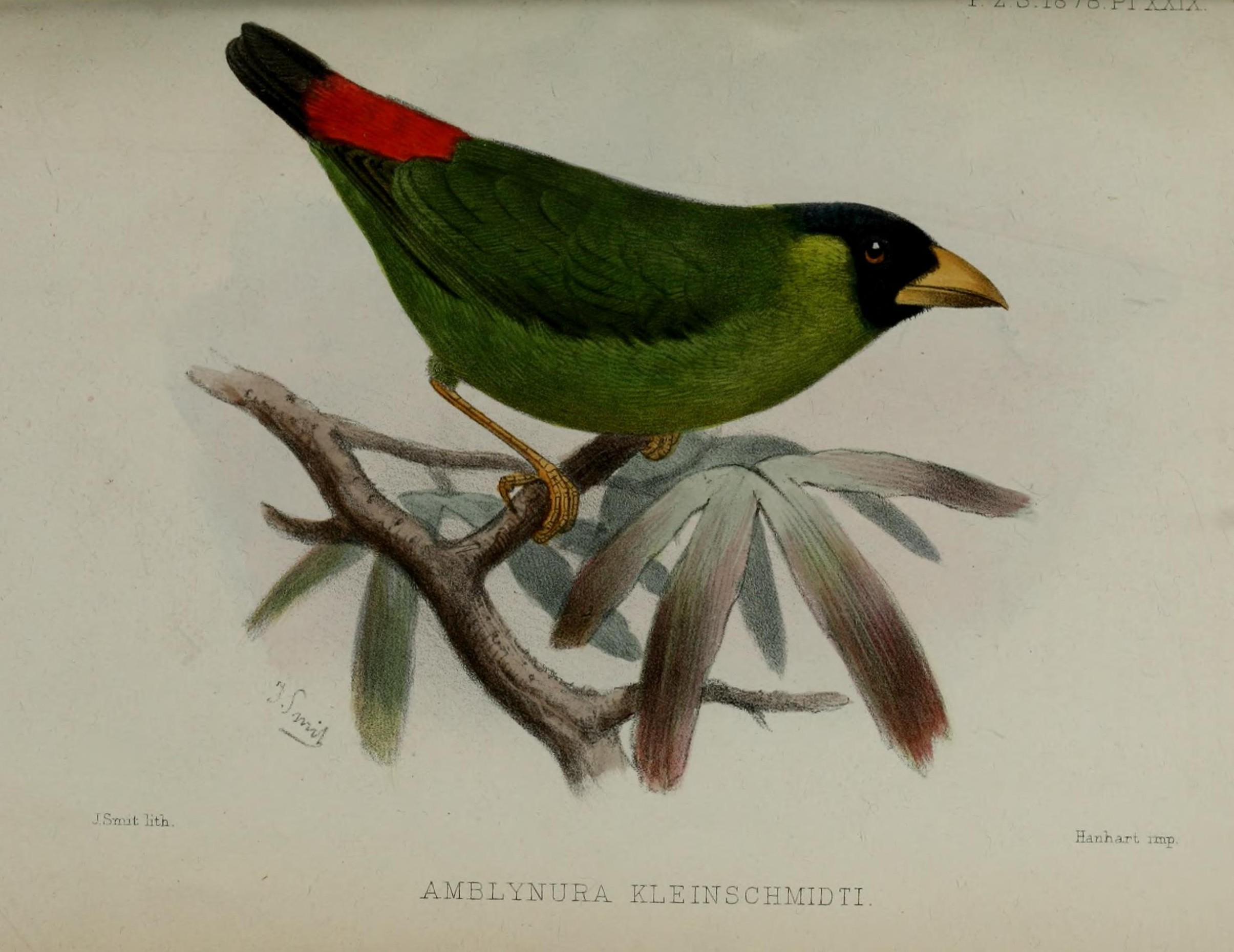
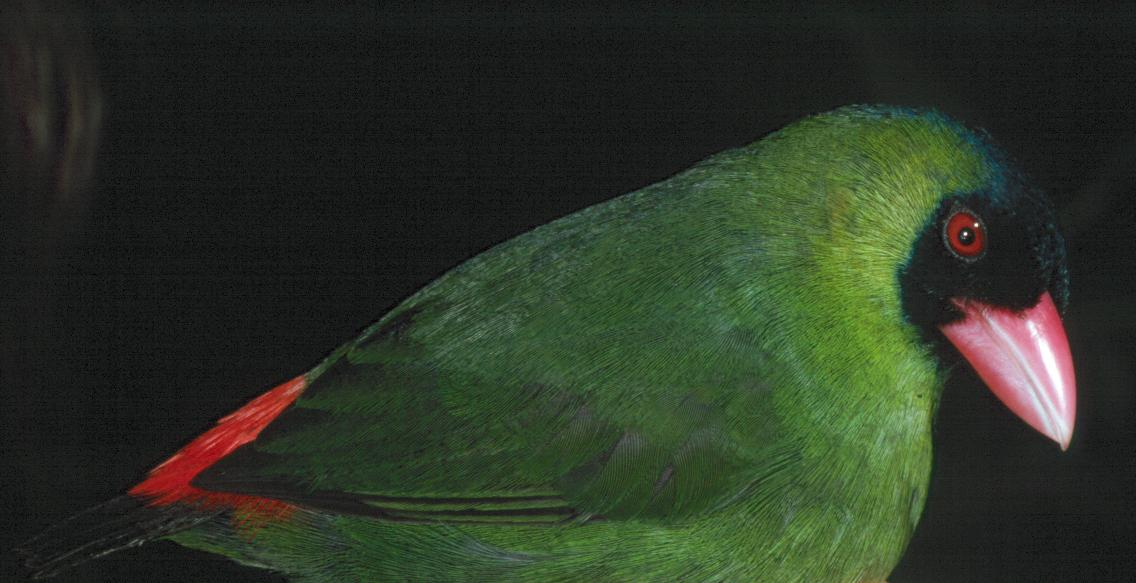
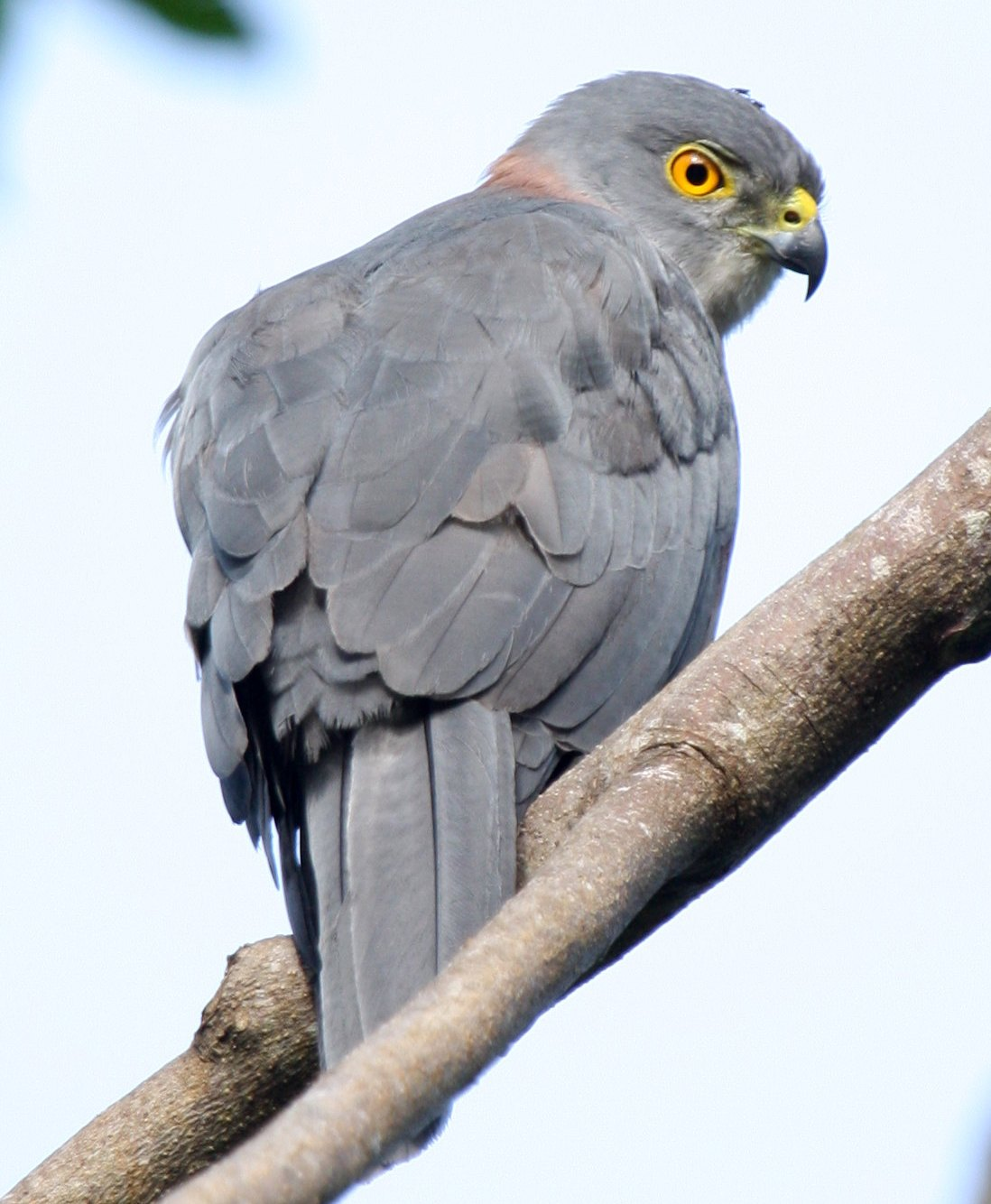